# Trobar de Morte
Trobar de Morte — іспанський язичницький фолк-гурт, заснований та очолюваний співачкою, авторкою та мультиінструменталісткою Леді Морте. Його зазвичай визнають одним з найбільш представницьких гуртів язичницької музичної сцени в Іспанії.
Група створює неокласичну музику з елементами дарквейву та середньовіччя. Її назва походить з каталонської мови і означає «знайти смерть».

## Історія
Trobar de Morte був створений у 1999 році Леді Морте як її особистий проєкт. Поступово склад розширювався, поки не утворилась група. 2003 року засновниця вирішила зосередитися суто на Trobar de Morte після того, як покинула інші свої гурти — Ordo Funebris і Dark and Beauty. В рік першої роботи гурту з'явився EP під назвою Nocturnal Dance of the Dragonfly. Того ж року вийшов їхній перший альбом Fairydust. У наступні два роки група дала свої перші концерти в Іспанії, включно з появою на Existence Festival у Валенсії, де вони виступили з такими колективами як Unheilig та My Own Gravity. 2005 року Trobar de Morte вперше зіграли на німецькому фестивалі Wave-Gotik-Treffen, куди вони поверталися ще п'ять разів.
Другий альбом гурту вийшов у січні 2006 року під назвою Reverie і став першою співпрацею з престижною ілюстраторкою Вікторією Франсес. Після презентації альбому в Барселоні гурт був запрошений дати два концерти в Португалії, в тому числі на фестивалі Medusa 2006. Того ж року Trobar de Morte виступив на фестивалі Ethereal Fest, який проходив у Мулінс-да-Рей неподалік Барселони, де також виступали Der Blaue Reiter, Traumer Leben і Gae Bolg, а за декілька місяців — також легендарний американський готичний гурт Faith and the Muse.
У 2008 році Trobar de Morte опублікував свій третій альбом Legends of Blood and Light, обкладинку якого намалював ілюстратор Жан-Паскаль Фурньє. Того ж року група чергувала концерти в Іспанії та Європі, включаючи другий виступ на Wave Gotik Treffen. Перший виступ гурту на німецькому фестивалі Festival-Mediaval відбувся у 2009 році. Вони також грали в Undead Dark Club в Барселоні, який належить лідерці групи Леді Морте.
Четвертий альбом, Beyond the woods — The Acoustic Songs, був опублікований у 2011 році, що став одним з найуспішніших років для групи завдяки її зростаючій присутності на європейських сценах. Вони знову грали на Wave Gotik Treffen, потім виступали разом із гуртом Rosa Crux у Барселоні та на португальському фестивалі Entremuralhas, поділяючи афішу з такими виконавцями, як Arcana, Diary of Dreams або Suicide Commando. Крім того, Trobar de Morte виступив на розігріві під час європейського туру відомого гурту Faun (Мюнхен, Ерфурт, Утрехт, Бохум, Нюрнберг, Дрезден, Берлін, Гамбург, Магдебург та Целле).
У 2012 році вийшов п'ятий альбом гурту The Silver Wheel. Як і зазвичай що два роки, вони грали в Барселоні та Мадриді, і повернулися на фестиваль Wave Gotik Treffen у Лейпцигу. Крім того, вони вперше грали в Румунії на Ghost Festival. Наступними роками група давала концерти у своїй країні та випустила сингл на 7-дюймовому вінілі з піснею Summoning the Gods, відео якої набрало більше 4 мільйонів переглядів на YouTube.
2015 рік ознаменувався їх першою появою на фестивалі Castlefest у Нідерландах, а в 2016 році вони грали на Ragnard Rock Festival у Франції. Того ж року вийшов шостий альбом гурту Ouroboros, який, мабуть, є найтемнішою роботою гурту до сьогодні. Альбом знову отримав вражаючу обкладинку Вікторії Франсес. Поміж численних появ в Іспанії та за кордоном, групу було обрано для виступу з оркестром Orquesta Celta de Barcelona, чим була започаткована успішна співпраця на майбутнє.
У 2017 році Trobar de Morte приєдналися до угорського фолкового дуету The Moon and the Nightspirit у європейському турі під назвою Into the Forest Tour, що провів їх через Німеччину, Францію та Іспанію. Того року група виступала на фестивалях Wave Gotik Treffen, Yggdrasil Medieval & Fantasy Pagan Festival в Італії, Festival Mediaval de Selb у Німеччині та Iberian Warriors у Сарагосі, а також мала інші виступи.
Сьомий студійний альбом вийшов у 2018 році під назвою Witchcraft. 2019 року гурт грав на різноманітних заходах, зокрема фестивалі Святого Патріка з Orquesta Celta de Barcelona, фестивалі Strigarium в Італії, Hörnerfest у Німеччині, Castlefest у Нідерландах, Looxwood Joust у Сполученому Королівстві, а також відіграв концерти в Ерфурті (Німеччина) та в Баль-д'Арані (Іспанія). Того ж року група знову «розігрівала» публіку перед німецьким Faun під час їхнього туру Іспанією, виступаючи в Барселоні і Мадриді, а також була запрошена на зимовий Castlefest.
Під час пандемії COVID-19 Trobar de Morte зосередилися на випуску свого першого збірного альбому під назвою 20 Years of Music & Sorcery, який містив їхні найкращі хіти та раніше невиданий трек із першого демо, а також на восьмому студійному альбомі The Book of Shadows кілька місяців потому. Під час карантину через COVID-19 вони випустили кілька відео, зокрема кавер на хіт Scorpions «Wind of Change».
У 2021 році гурт з'явився на обкладинці відомого німецького журналу Sonic Seducer і випустив свій найбільш високобюджетний на сьогодні відеокліп The Unquiet Grave, адаптацію традиційної англійської пісні. Гурт мав виступити на Motocultor Festival у Франції, але організатори скасували захід через коронавірусні обмеження. Єдині концерти, які вони дали того року, були на Pagan Night у Франції та в шоу-ресторані жахів El Castillo de las Tinieblas поблизу Барселони.
2022 рік став ще одним чудовим роком для гурту завдяки їх участі у фестивалях Trolls et Légendes у Бельгії, Wave Gotik Treffen, Schwarzer Herbst і Phantastischer Lichter Weihnachtsmarkt у Німеччині, а також у концертних залах і шоу-румах Іспанії та Німеччини. Trobar de Morte був запрошений акомпанувати групі In Extremo на концерті з нагоди їхнього 25-річчя в римському театрі Августа Раурика у Швейцарії. У вересні вони здійснили тритижневий The Fall 2022 Tour Польщею, Німеччиною та Францією зі шведським гуртом Garmarna; у французьких містах до них приєднувався французький гурт Wegferend.

## Стиль

### Музика

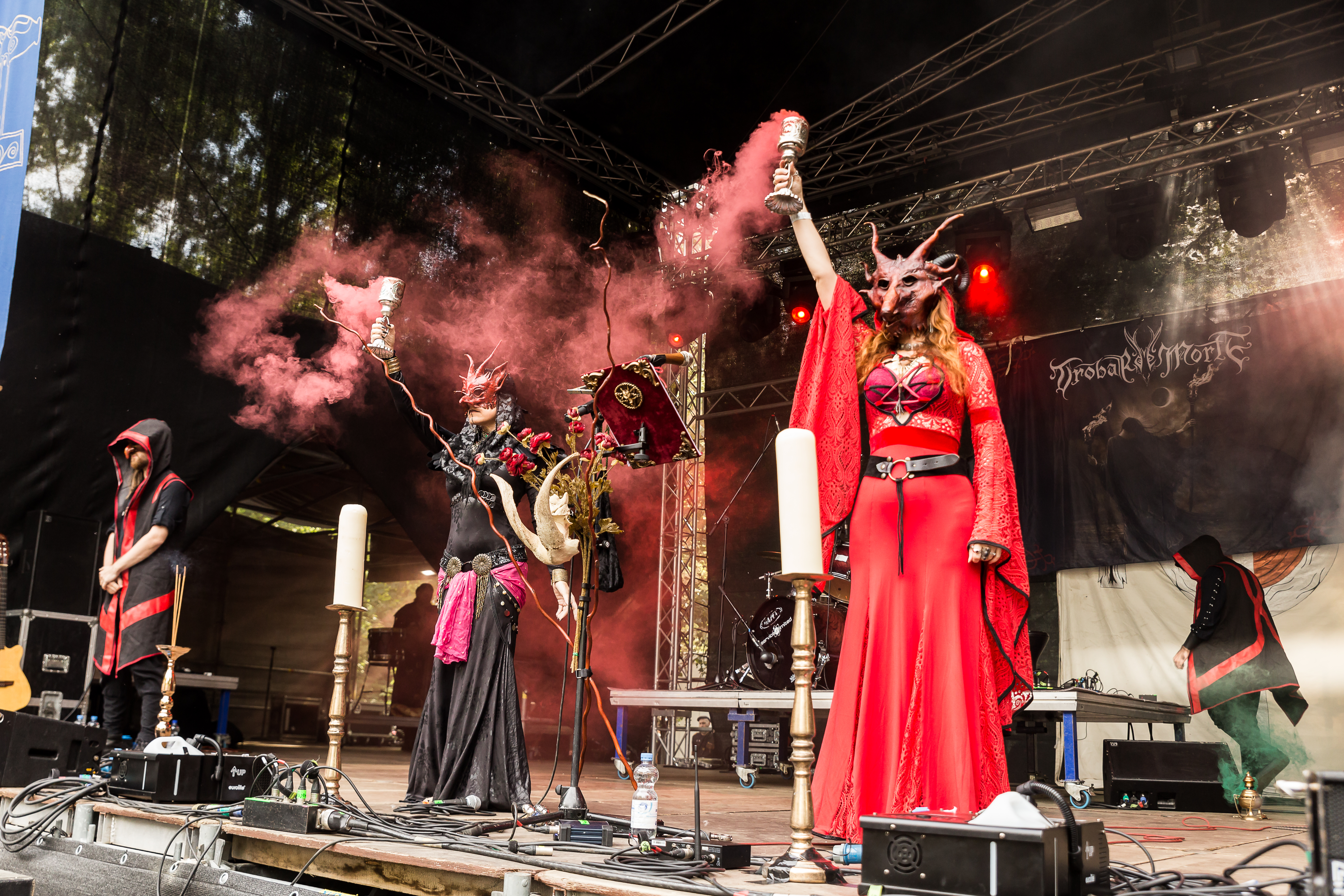
Сценічна постановка на Wave-Gotik-Treffen 2022

На початку Trobar de Morte виділявся своїм середньовічним, ефірним звучанням і переважанням клавішних. З роками з'являлися елементи кельтської та фолк-музики, одночасно збільшувалася кількість інструментів і музикантів у гурті. Останні альбоми показали шлях до ритуальнішого, темнішого та язичницького звучання. Використання таких інструментів, як шарманка, волинка чи скрипка, дозволяє гурту орієнтуватися між різними стилями, завжди керуючись м'яким голосом Леді Морте і спокійними гармоніями. У своїх композиціях група також виявила вплив східної та месопотамської музики.
Співачка, авторка пісень і лідерка колективу Леді Морте заявила, що на початку на неї вплинули такі групи та співаки, як Ліза Джеррард, Sopor Aeternus, Jethro Tull, Corvus Corax, Luar na Lubre та Джоні Мітчелл. Сама вона описала музику Trobar de Morte як «екзальтацію природи, язичництва та фолку».

### На сцені

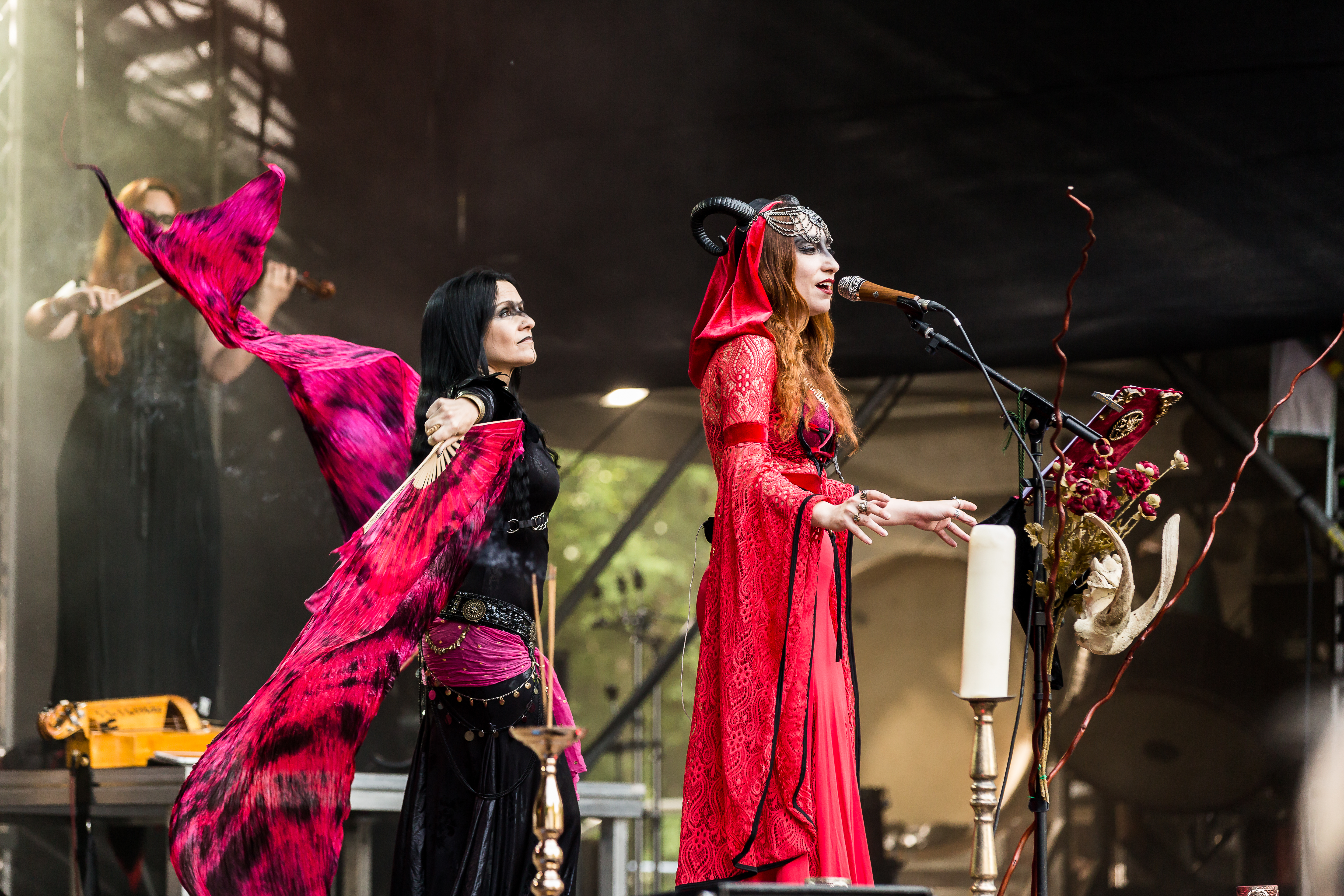
Амару Сабат і Леді Морте

Концерти групи характеризуються своїми танцями, ритуалами та виступами. Леді Морте є фронтвумен і головним голосом, а також грає на шарманці, флейтах, бузукі та дещо на перкусії.
Їхні виступи зазвичай супроводжують кілька танцюристів, допомагаючи збільшити візуальний аспект вистав. Тепер[коли?] офіційною танцівницею Trobar de Morte є Амару Сабат, яка виконує на сцені всі ритуали та танці разом із Леді Морте, створюючи потужні хореографії. Гурт використовує на сцені різноманітний реквізит, такий як мечі, кубки, маски, кольоровий дим та інші ефекти.

### Тексти
Лірика Trobar de Morte стосується скандинавської та кельтської міфології, чаклунства та легенд. Більше того, згідно із заявами Леді Морте, деякі з текстів насправді є закликами (invocaciones). Вони написані англійською, каталонською, іспанською та латинською мовами. Деякі тексти написані задом наперед, як це можна побачити в піснях Summoning the Gods з альбому Ouroboros або в Sacrifice з альбому The Book of Shadows.

## Учасники

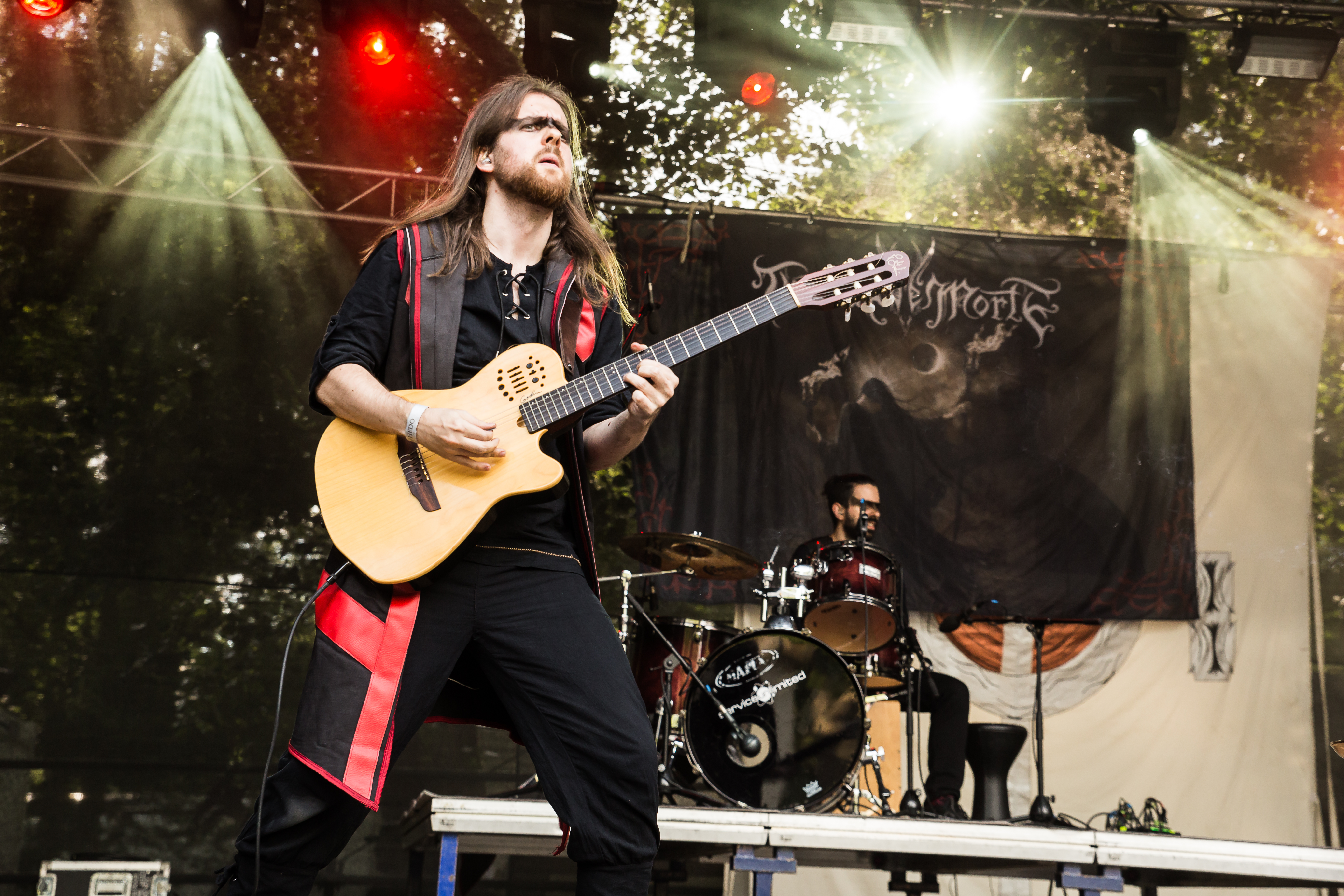
Еалет і Лука

Зараз гурт складається з талановитих і досвідчених музикантів з Барселони та Мадриду.
- Леді Морте (Lady Morte): голос, шарманка, бузукі, флейта та композиція
- Амару Сабат (Amaru Sabat): ритуальні танці
- Лука (Luka): ударні та барабани
- Еалет (Ealaeth): акустична гітара та іспанська гітара
- Ондіне (Ondine): скрипка
- Майреад (Máiréad): скрипка.

## Колишні учасники
- Аріанна (Arianne): бек-вокал і перкусія
- Авен (Awen): клавішні
- Калеб (Caleb): скрипка
- Карденбург (Cardenburg): скрипка
- Даймоніель (Daimoniel): гітара та бузукі
- Фернандо Каскалес (Fernando Cascales): гітара, бузукі та скрипка
- Леді Еоділ (Lady Eodil) — клавішні на сцені, перкусія
- Ленна (Lenna): гітара
- Моунвік (Moonvic): гітара
- Ормус (Ormus): флейти та волинка
- Роршах (Rorschach): перкусія
- Сінед Зуллін (Sined Zullin): східні перкусії
- Тедіум (Taedium): перкусія.

## Дискографія
| рік  | Кваліфікація                          | Лейбл                      | Формат |
| ---- | ------------------------------------- | -------------------------- | ------ |
| 2004 | Nocturnal Dance of the Dragonfly      | Drama Company              | EP     |
| 2004 | Fairydust                             | Drama Company              | LP     |
| 2006 | Reverie                               | In the Morningside Records | LP     |
| 2008 | Legends of Blood and Light            | In the Morningside Records | LP     |
| 2011 | Beyond The Woods — The Acoustic Songs | In the Morningside Records | LP     |
| 2012 | The Silver Wheel                      | In the Morningside Records | LP     |
| 2016 | Ouroboros                             | немає                      | LP     |
| 2018 | Witchcraft                            | немає                      | LP     |
| 2020 | 20 Years of Music & Sorcery           | немає                      | LP     |
| 2020 | Book of Shadows                       | немає                      | LP     |